# Fernando Pires Ferreira
Fernando Pires Ferreira (Parnaíba, 26 de abril de 1842 – Rio de Janeiro, 27 de outubro de 1907) foi um médico brasileiro.
Doutorado pela Faculdade de Medicina de Paris em 1867, defendendo a tese “De l’opération de la catarate par l’extration lineaire scleroticale”. Foi eleito membro da Academia Nacional de Medicina em 1869, com o número acadêmico 109, na presidência de José Pereira Rego.